# Mały Żabi Staw Jaworowy
Mały Żabi Staw Jaworowy (słow. Malé Žabie pleso Javorové, Malé Žabie pleso Javorinské, niem. Froschsee, węg. Békás-tó, Jávor-völgyi Békás-tó) – staw w słowackich Tatrach Wysokich, w Dolinie Żabiej Jaworowej (Žabia Javorová dolina) – odnodze Doliny Jaworowej (Javorová dolina). Staw leży na wysokości 1704,2 m n.p.m., ma 0,19 ha powierzchni, 100 m długości, 28 m szerokości i 3,0 m głębokości (pomiary wymiarów stawu z lat 1961–1967). Ma wydłużony, półksiężycowaty kształt. Otoczony jest łąkami wysokogórskimi (halami), a od strony wschodniej także piargami, które go powoli zasypują. W zimie ze stoków Jaworowych Wierchów spadają nad staw lawiny śnieżne, po których pozostałości topnieją zazwyczaj dopiero w połowie lata. Ze stawu wypływa Żabi Potok Jaworowy, będący lewym dopływem Jaworowego Potoku (Javorinka).
Nad staw nie prowadzi żaden szlak turystyczny, a cała Dolina Żabia Jaworowa stanowi obszar ochrony ścisłej TANAP-u.